# Épenède
Épenède é uma comuna francesa na região administrativa da Nova Aquitânia, no departamento de Charente. Estende-se por uma área de 15,62 km². Em 2010 a comuna tinha 186 habitantes (densidade: 11,9 hab./km²).